# Heliga skattens orden
Heliga skattens orden, Helgade skattens orden (瑞宝章 Zuihō-shō?), är en japansk orden instiftad den 3 januari 1888 av kejsar Meiji. Den finns i åtta grader (från 8:e till 1:a, i stigande ordning). Orden delas ut till dem som har gjort framstående insatser inom forskningsområden, företagstjänster, sjukvård, socialt arbete, statliga/lokala myndighetsområden eller förbättring av livet för handikappade/skadade personer. En europeisk motsvarighet är Brittiska Imperieorden.
Ursprungligen var den enbart en manlig dekoration men har även utdelats till kvinnor sedan 1919. Orden delas ut för både för civila och militära förtjänster, men av en lägre grad än vad som krävs för tilldelning av Uppgående solens orden. Till skillnad från sina europeiska motsvarigheter kan orden utges postumt.